# Adam Wilhelm von Sydow
Adam Wilhelm von Sydow (* 15. Mai 1650; † 17. Juli 1711) war ein preußischer Generalmajor und Erbherr auf Rehdorf.

## Leben

### Herkunft
Adam Wilhelm entstammte dem Adelsgeschlecht Sydow. Er war der Sohn von Adam von Sydow, Herr auf Rehdorf, und dessen Ehefrau Hyppolitha, geborene von Sack aus dem Hause Butterfelde. Sein Bruder war der spätere preußische Generalleutnant Baltzer Friedrich von Sydow.

### Familie
Sydow heiratete Maria von Horker (* 6. August 1659; † 9. September 1712), die Erbtochter des Daniel von Horcker auf Hanseberg. Das Paar hatte einen Sohn:
- Daniel Friedrich (* 1675; † 21. Dezember 1727)

⚭ Luise von Schöning (* 3. Juni 1682; † 15. Juni 1705), Tochter von Hans Ehrenreich von Schöning
⚭ Barbara Juliana von Hagen, Tochter von Hans Joachim von Hagen

### Militärkarriere
Sydow war ab 28. Juni 1689 Oberstleutnant bei der Garde und stieg Ende Juli 1692 zum Oberst und Kommandeur des Bataillons „von Sydow“ auf. Als solcher machte er den Feldzug 1693/95 gegen die Türken mit. Von 1702 bis 1709 kämpfte Sydow gegen Frankreich. Zwischenzeitlich hatte ihn Friedrich I. am 5. März 1703 zum Generalmajor befördert und zum Kommandeur des Infanterieregiments „von Grumbkow“ ernannt.

### Güterbesitz
Adam Wilhelm von Sydow kaufte 1703 das im hinterpommerschen Kreis Greifenhagen gelegene Rittergut Klein Zarnow, das bis 1773 im Familienbesitz blieb.